# پیکاک (تگزاس)
پیکاک (به انگلیسی: Peacock) یک منطقهٔ مسکونی در ایالات متحده آمریکا است که در تگزاس واقع شده‌است. پیکاک ۵۷۲٫۱۲ متر بالاتر از سطح دریا واقع شده‌است.